# Богдан А401
Богдан А401 — сімейство туристичних автобусів середнього класу, призначених для перевезення туристів. Виготовляється понині ВАТ "Богдан".

## Модифікації
- Богдан А100 - попередник Богдан А401, туристичний автобус з двигуном Isuzu 4HE1-XS, що виготовлявся в 2005 році, всього виготовили 5 екз. моделі.
- Богдан А401.60 - 8,150 метровий туристичний автобус з двигуном Isuzu 4HK1-XS, що відповідає нормам Євро-3.
- Богдан А401.62 - 8,170 метровий туристичний автобус з двигуном Isuzu 4HK1-XS, що відповідає нормам Євро-3.
- Богдан А401.12 - туристичний автобус з двигуном, що відповідає нормам Євро-5.[1]
- Богдан А403.11 - 8,170 метровий туристичний автобус з двигуном Isuzu 4HK1-XS, що відповідає нормам Євро-4.[2]
- Богдан А403.21 - 8,170 метровий туристичний автобус з двигуном Ashok 6ETI 3K потужністю 163 к.с., що відповідає нормам Євро-4.

## Технічні характеристики Богдан А40160
| Клас                                           | туристичний автобус                                |
| Виробник                                       | ВАТ «Богдан»                                       |
| Розробка                                       | ТзОВ НТЦ "Автополіпром"                            |
| Кузов                                          | тримальний                                         |
| Гарантія, роки/пробіг тис. км                  | 2/100                                              |
| Ресурс кузова, не менше ніж                    |                                                    |
| Довжина, мм                                    | 8150                                               |
| Ширина по модлінгу, мм                         | 2380                                               |
| Висота, мм                                     | 3400                                               |
| Осі                                            | 2 штуки                                            |
| Колеса                                         | дискові, 4 штук (2×2)                              |
| Шини                                           | 215/75 R 17,5                                      |
| Дорожній просвіт, мм                           | 180                                                |
| Колісна база, мм                               | 4500                                               |
| Споряджена маса, кг                            | 6500                                               |
| Повна маса транспорту, кг                      | 9100                                               |
| Передня колія, мм                              | 1960                                               |
| Задня колія, мм                                | 1650                                               |
| Максимальне навантаження на передню вісь, кг   | 3110                                               |
| Максимальне навантаження на задню вісь, кг     | 6000                                               |
| Висота підлоги, см                             |                                                    |
| Підвіска, штук і тип                           |                                                    |
| Підйом, який може подолати автобус, %          | 20                                                 |
| Радіус повороту, ме менше, метри               | 9                                                  |
| Настил підлоги                                 |                                                    |
| Поручні                                        |                                                    |
| Сидіння                                        |                                                    |
| Висота салону, мм, ззаду/зпереду               | 1945                                               |
| Двері                                          | засклені, одностворчасті поворотно розсувного типу |
| Формула дверей                                 | 0-1-1                                              |
| Висота дверей, мм                              |                                                    |
| Ширина дверних пройм у одностворних дверях, см |                                                    |
| Ширина дверних пройм у двостворних дверях, см  |                                                    |
| Опалення у салоні                              | конвекторного типу                                 |
| Кондиціонування у салоні                       | Кондиціонер                                        |
| Кермо (з гідропідсилювачем)                    | є в наявності                                      |
| Сидячих місць, штук                            | 30                                                 |
| Стоячих місць, штук                            |                                                    |
| Повна місткість, чол                           | 30                                                 |
| Передній міст                                  | ISUZU                                              |
| Задній міст                                    | ISUZU                                              |
| Коробка передач                                | ISUZU MZZ6U                                        |
| Число ступенів КП, шт.                         | 5                                                  |
| Двигун                                         | дизельний чотиритактний ISUZU 4HK1-XS              |
| Розташування двигуна                           | в базі під підлогою                                |
| Кількість циліндрів                            | 4                                                  |
| Робочий об'єм, літри                           | 5,2                                                |
| Ємність паливного бака, літри                  | 150                                                |
| Відповідність екологічним нормам               | Euro-3                                             |
| Передпусковий підігрівач                       | HYDRONIK або WEBASTO                               |
| Обертальний момент, Нм                         | 500                                                |
| Потужність, к.с.                               | 174                                                |
| Охолодження                                    | Водяне                                             |
| Робоча гальмівна система                       | гідравлічна                                        |
| Зупинкова гальмівна система                    |                                                    |
| Додаткова гальмівна система                    |                                                    |
| Резервна гальмівна система                     |                                                    |
| система ABS                                    | є в наявності                                      |
| Педалі акселератора, гальма і зчеплення        |                                                    |
| Витрати пального                               | 17-24                                              |
| Час розгону до швидкості 60 км/год, сек        | 45                                                 |
| Максимальна постійна швидкість руху, км/год    | 100                                                |

## Зноски
1. ↑  У Новий рік з новими стандартами 03.02.2012
2. ↑  Туристический автобус Богдан А40311[недоступне посилання з червня 2019] 02.02.2012 (рос.)
3. ↑  Технічні характеристики Богдан А40160. Архів оригіналу за 18 лютого 2009. Процитовано 9 березня 2010.